# Manouria emys
La tortuga muntesa (Manouria emys), també coneguda com la tortuga gegant asiàtica de bosc per ser la tortuga més gran del continent asiàtic, o la tortuga asiàtica marró, és una espècie de tortuga terrestre de la família Testudinidae que es distribueix per l'Índia (Assam), Bangladesh, Myanmar (o Myanmar), Tailàndia, Malàisia i Indonèsia (Sumatra, i Borneo). És la tortuga més primitiva de totes les tortugues vives.

## Descripció

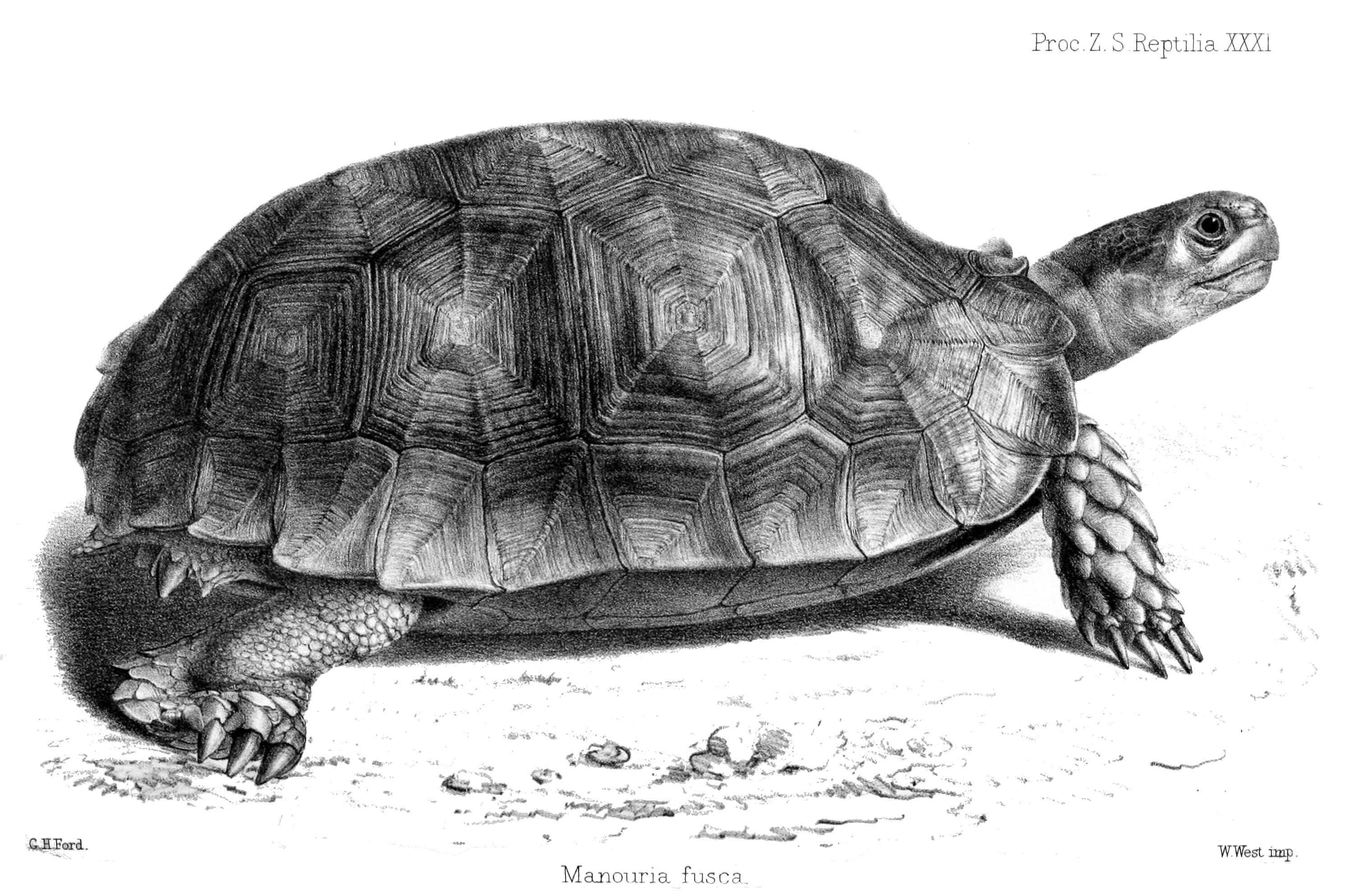
Gravat de l'any 1860.

És la tortuga més gran del continent asiàtic, una adulta gran de les subespècies del nord, Em phayrei, pot arribar als 25 kg en la natura i molt més en captivitat. Els adults són de color marró fosc o negrós, la closca dels joves és de color marró groguenc, amb taques de color marró fosc.
És la tortuga més primitiva de totes les tortugues vives, d'acord amb estudis morfològics i moleculars. Aquesta és l'única tortuga que pon els seus ous sobre el sòl en un niu, en les construccions de les femelles en la fullaraca. La femella utilitza les dues potes davanteres i del darrere per recollir el material pel niu i posa fins a 50 ous a l'interior, es queda a prop del niu per protegir-lo dels depredadors i d'intrusos.

## Subespècies

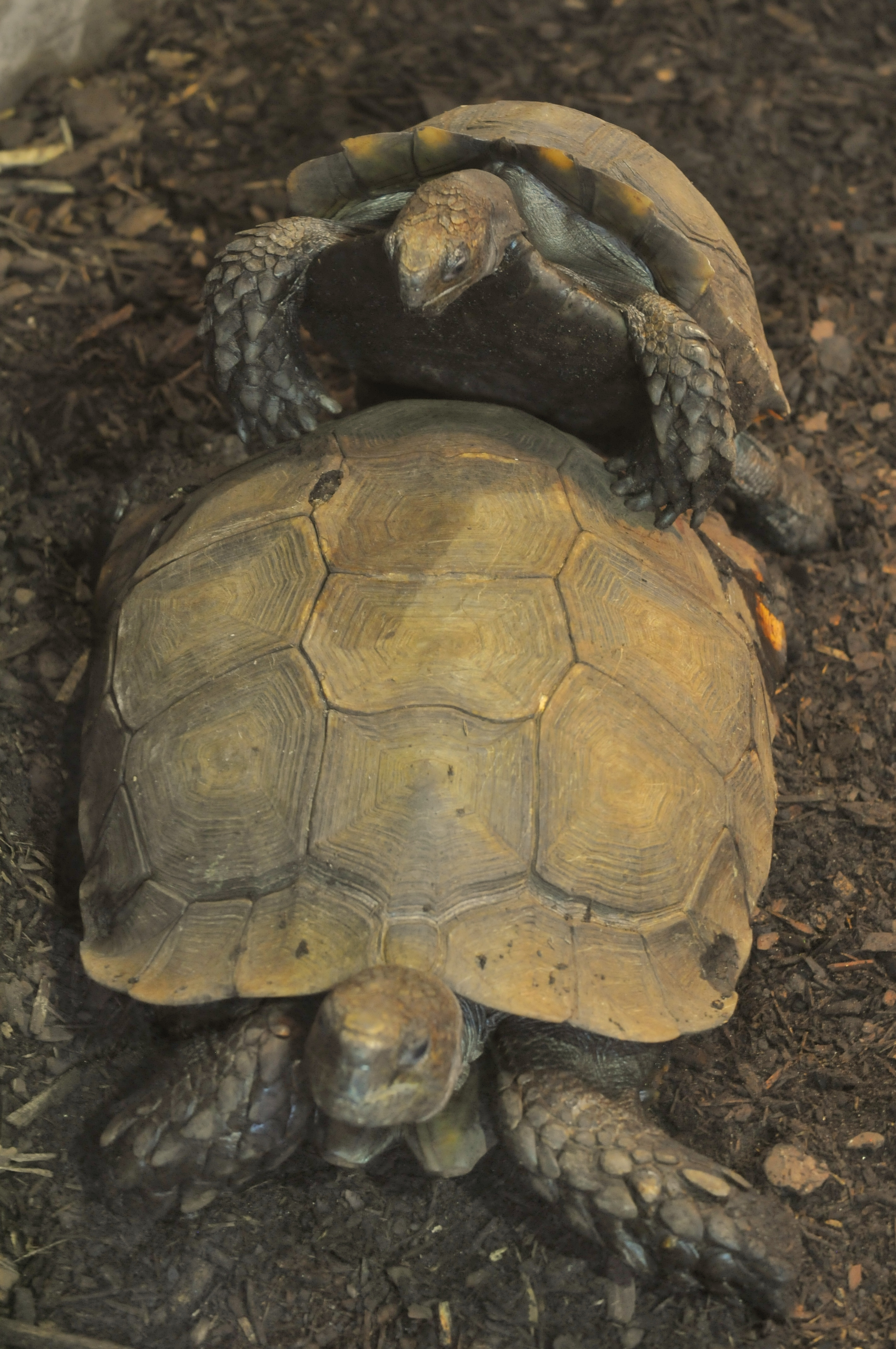
Còpula de Manouria emys.

- Manouria emys emys: Sud de Tailàndia, Malàisia, Sumatra, Borneo; Localitat tipus: Sumatra. M. e. emys ha separat escuts pectorals, mentre que M. e. phayrei ha unit escuts pectorals.

- Manouria emys phayrei: Nord/oest de Tailàndia, nord-est de l'Índia; Localitat tipus: Arakan, províncies Tenasserim. M. e. phayrei ve de Sir Arthur Purves Phayre (1812-1885), de l'Exèrcit britànic, oficial de l'Índia que es va convertir en Comissionat de la Birmània britànica.